# Kuwejt na Letnich Igrzyskach Paraolimpijskich 2012
Kuwejt na Letnich Igrzyskach Paraolimpijskich 2012 w Londynie reprezentowało 6 zawodników. Był to dziewiąty start reprezentacji Kuwejtu na Letnich igrzyskach paraolimpijskich.

## Kadra

### Lekkoatletyka
Mężczyźni
| Zawodnik         | Konkurencja             | Kwalifikacje | Kwalifikacje | Finał    | Finał  | Finał   |
| Zawodnik         | Konkurencja             | Wynik        | Pozycja      | Wynik    | Punkty | Pozycja |
| ---------------- | ----------------------- | ------------ | ------------ | -------- | ------ | ------- |
| Hamad Aladwani   | 100 m (T53)             | 15.62        | 4. q         | 15.47    | —      | 7.      |
| Hamad Aladwani   | 200 m (T53)             | 26.67        | 2. Q         | 26.50    | —      | 6.      |
| Hamad Aladwani   | 400 m (T53)             | 51.35        | 2. Q         | 52.04    | —      | 8.      |
| Ahmad Almutairi  | 100 m (T34)             | 17.67        | 5.           | NQ       | —      | -       |
| Ahmad Almutairi  | 200 m (T34)             | 31.02        | 4.           | NQ       | —      | -       |
| Ahmad Almutairi  | rzut oszczepem (F33/34) | —            | —            | 17.34. m | —      | 15.     |
| Abdullah Alsaleh | pchnięcie kulą (F46)    | —            | —            | 13.10 m  | —      | 8.      |
| Mohammad Naser   | pchnięcie kulą (F32/33) | —            | —            | 7.95 m   | 800    | 8.      |
| Naser Saleh      | pchnięcie kulą (F32/33) | —            | —            | 7.46 m   | 639    | 11.     |

### Szermierka na wózkach
| Zawodnik          | Konkurencja                    | Faza Grupowa                                                                                        | Faza Grupowa | 1/16             | Ćwierćfinały     | Półfinały        | Finał            | Finał   |
| Zawodnik          | Konkurencja                    | Przeciwnik Wynik                                                                                    | Pozycja      | Przeciwnik Wynik | Przeciwnik Wynik | Przeciwnik Wynik | Przeciwnik Wynik | Pozycja |
| ----------------- | ------------------------------ | --------------------------------------------------------------------------------------------------- | ------------ | ---------------- | ---------------- | ---------------- | ---------------- | ------- |
| Abdullah Alhaddad | Floret - indywidualnie (kat A) | Damien Tokatlian P 1-5 Stefan Makowski P 3-5 Wong Tang Tat W 5-1 Ruyi Ye P 1-5 Andrij Demczuk W 5-3 | 12.          | NQ               | NQ               | NQ               | NQ               | NQ      |